# Referendum w Słowenii w czerwcu 2010 roku
Referendum w Słowenii w 2010 roku – referendum zorganizowane w Słowenii 6 czerwca 2010 dotyczące udzielenia przez obywateli zgody na międzynarodowy arbitraż sporu granicznego z Chorwacją. Za arbitrażem opowiedziało się 51,5% głosujących.

## Geneza sporu i organizacja głosowania

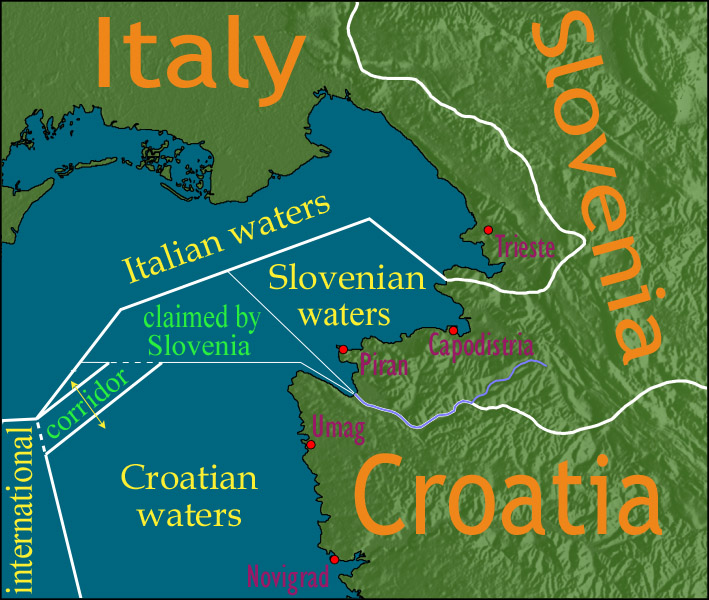
Konflikt graniczny w Zatoce Pirańskiej

Przedmiotem głosowania była zgoda na oddanie wieloletniego słoweńsko-chorwackiego sporu granicznego pod arbitraż specjalnie powołanego międzynarodowego panelu, którego wyrok byłby wiążący dla dwóch stron. Konflikt graniczny sięgał swoimi korzeniami roku 1991. Po rozpadzie SFR Jugosławii Słowenia i Chorwacja spierały się o rozgraniczenie wód terytorialnych w Zatoce Pirańskiej. Chorwacja domagała się równego podziału wód zatoki, podczas gdy Słowenia obawiała się, że takie rozgraniczenie uniemożliwiłoby jej swobodny dostęp do wód międzynarodowych.
Z powodu sporu oba państwa pozostawały w napiętych relacjach. W grudniu 2008 Słowenia zablokowała postęp rozmów negocjacyjnych na temat członkostwa Chorwacji w Unii Europejskiej, argumentując, że Chorwacja w złożonych dokumentach przesądzała o korzystnym dla siebie podziale zatoki. Dopiero we wrześniu 2009 premier Słowenii Borut Pahor oraz premier Chorwacji Jadranka Kosor porozumieli się w sprawie odblokowania chorwackich rozmów akcesyjnych i nierozstrzyganiu sporu w ich trakcie. Niemniej jednak zakończenie rozmów akcesyjnych, początkowo planowane na 2009, zostało przesunięte na kolejny rok. 4 listopada 2009 oba kraje podpisały porozumienie o przekazaniu sporu pod arbitraż międzynarodowy. W kolejnych miesiącach umowę ratyfikowały parlamenty w obu krajach.
Mimo ratyfikacji umowy przez słoweńskie Zgromadzenie Państwowe 19 kwietnia 2010, przeciwko arbitrażowi wystąpiła opozycyjna prawicowa Słoweńska Partia Demokratyczna byłego premiera Janeza Janšy. Nazwała ją „kapitulacją”, twierdząc, że nie leży ona w interesie kraju. Opozycja wystąpiła z żądaniem przeprowadzenia powszechnego głosowania w tej sprawie. W marcu 2010 premier Pahor zaakceptował żądanie opozycji i zgodził się na organizację referendum. Wniosek w tej sprawie został złożony w parlamencie przez niemalże wszystkich deputowanych 26 kwietnia 2010. 3 maja 2010 parlament jednogłośnie zarządził organizację referendum na dzień 6 czerwca 2010.

## Wyniki referendum i reakcje

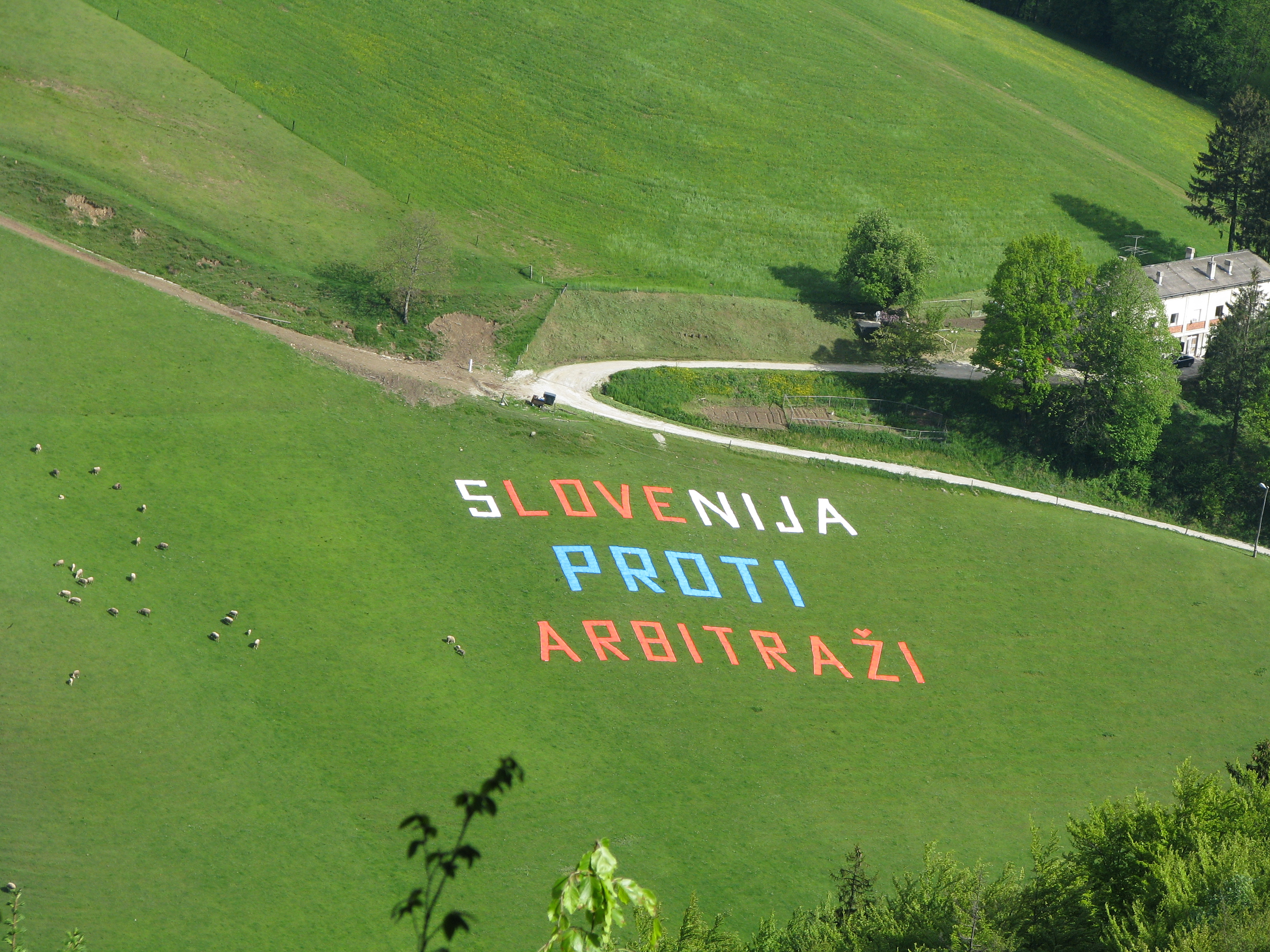
Kampania przedreferendalna: napis „Słowenia przeciw arbitrażowi”

W referendum z 6 czerwca 2010 51,5% głosujących poparło międzynarodowy arbitraż w sprawie rozgraniczenia wód w Zatoce Pirańskiej. Premier Borut Pahor uznał wynik głosowania za „historyczną decyzję” i „duży sukces dla Słowenii”. Chorwacka premier Jadranka Kosor wyraziła przekonanie, że porozumienie ze Słowenią oddziela kwestię rozmów akcesyjnych od sprawy sporu, co pozwoli na ich zakończenie bez żadnych przeszkód ze strony Słowenii. Przewodniczący Komisji Europejskiej José Manuel Barroso z zadowoleniem przyjął wynik referendum, nazywając go „ważnym krokiem naprzód”.